# Chiharu
Chiharu ist ein sowohl weiblicher als auch männlicher japanischer Vorname.

## Bekannte Namensträger
- Chiharu Ichō (* 1981), japanische Ringerin
- Chiharu Igaya (* 1931), japanischer Skirennläufer
- Chiharu Kato (* 1996), japanischer Fußballspieler
- Chiharu Nishikata (* 1959), japanischer Skispringer und Skisprungtrainer
- Chiharu Shida (* 1997), japanische Badmintonspielerin
- Chiharu Shiota (* 1972), japanische Installations- und Performance-Künstlerin